# Adolf Alker
Adolf Alker (* 18. Oktober 1921 in Graz, Steiermark; † 3. September 1984 in Innsbruck, Tirol) war ein österreichischer promovierter Mineraloge. Er war von 1952 bis 1984 am Steiermärkischen Landesmuseum Joanneum, zuletzt als Vorstand der Mineralogischen Abteilung, tätig. Er arbeitete an der Dokumentation von steirischen Mineralfunden und verfasste mineralogische Aufsätze über die Steiermark. Dadurch „machte er sich“ laut Österreich-Lexikon „verdient“. Alker starb überraschend im Herbst 1984, nachdem er für 1985 bereits eine Südamerikareise geplant hatte.

## Aufsätze
- Beiträge zur Kenntnis der Höhlen im Griffener Schloßberg (2. Folge) V. Bericht über Untersuchungen an Tropfsteinen der Griffener Höhle in Kärnten. In: Fritz Turnowsky (Hrsg.): Carinthia II. Jahrgang 149/69, Klagenfurt 1959, S. 5–6 (zobodat.at [PDF]).
- Steine, über die wir gehen. Es glitzert am Wege. Mineralvorkommen in der Steiermark (= Schriften für junge Museumsbesucher. Heft 3). Steiermärkisches Landesmuseum Joanneum, Styria, Graz 1975.
- Über die Mineralkluft im Amphibolit von Burgegg, Steiermark. In: Naturwissenschaftlicher Verein für Steiermark (Hrsg.): Mitteilungen des naturwissenschaftlichen Vereins für Steiermark. Band 105, Graz 25. Jänner 1975 (zobodat.at [PDF; 463 kB]).
- Adolf Alker, Peter Golob, Walter Postl, Hanns Waltinger: Neue Mineralienfunde aus dem Nephelinit des Stradner Kogels südlich Bad Gleichenberg, Steiermark. In: Mitteilungen des naturwissenschaftlichen Vereins für Steiermark. Band 108, 1979, S. 5–6 (zobodat.at [PDF]).